# Fire and Ice : Les Chroniques du dragon
Pour plus de détails, voir Fiche technique et Distribution.
Fire and Ice : Les Chroniques du dragon (Fire and Ice: The Dragon Chronicles) est un téléfilm d'heroic fantasy roumain réalisé par Pitof et diffusé aux États-Unis le 18 octobre 2008 sur Sci-Fi Channel et en France le 1er avril 2011 sur Syfy.

## Présentation
Le film a été tourné en 2008 en Roumanie, aux studios Mediapro Pictures, après l’échec critique et commercial du précédent film de Pitof, Catwoman, sorti en 2004. Voltage Pictures en a acquis les droits mondiaux.
Ce film n'a rien à voir avec le Fire and Ice de Ralph Bakshi.

## Synopsis
Le film raconte l’histoire du paisible royaume de Carpia ravagé par les exactions d’un dragon de feu répandant la terreur et la mort parmi la population. Son roi, Augustin, est désarmé devant la puissance de la bête et envisage même de demander de l’aide à une puissance voisine, celle du roi Quilok II. C’est alors que la princesse Luisa suggère à son père de faire appel à un Tueur de Dragons, le chevalier Alador. Cependant, le chevalier Alador a été banni, il y a bien longtemps, pour trahison par le roi Quilok II. Avec l'aide de Gabriel, fils du chasseur de dragons, ils vont libérer le dragon de glace, seule créature capable d'affronter le monstre qui réduit le pays en cendres. Mais ce qu'ils pensaient être leur sauveur va se révéler être leur pire ennemi.

## Fiche technique
- Réalisation : Pitof (Jean C. Comar)
- Scénaristes : Michael Konyves (en) et Angela Mancuso
- Société de production : MediaPro Pictures (en)
- Durée : 84 minutes

## Distribution
- Amy Acker (VF : Ludivine Maffren) : Princesse Luisa
- Tom Wisdom : Gabriel
- John Rhys-Davies : Sangimel
- Arnold Vosloo : le Roi Augustin
- Oana Pellea : la Reine Remini
- Răzvan Vasilescu : Paxian, le conseiller du Roi Augustin
- Cabral Ibacka (VF : Antoine Tomé) : Pontiero
- Ovidiu Niculescu (ro) : le Roi Quilok
- Loredana Groza : Lila